# Cerro Sonequera
Cerro Sonequera är ett berg i Bolivia.   Det ligger i departementet Potosí, i den södra delen av landet, 400 km sydväst om huvudstaden Sucre. Toppen på Cerro Sonequera är 5 893 meter över havet.
Terrängen runt Cerro Sonequera är huvudsakligen lite bergig. Cerro Sonequera är den högsta punkten i trakten. Trakten runt Cerro Sonequera är nära nog obefolkad, med mindre än två invånare per kvadratkilometer.. 
Trakten runt Cerro Sonequera är ofruktbar med lite eller ingen växtlighet.